# جون باينز
جون باينز (بالإنجليزية: John Baines)‏ هو لاعب كرة قدم بريطاني، ولد في 25 سبتمبر 1937 في كولشيستر في المملكة المتحدة. لعب مع كولتشستر يونايتد.